# ТЕС Хассі-Беркіне
ТЕС Хассі-Беркіне – теплова електростанція на сході Алжиру.
ТЕС замовила алжирська нафтогазова компанія Sonatrach з метою забезпечення електроенергією своїх промислів на нафтових родовищах групи Хассі-Беркіне (басейн Гадамес). Вартість проекту склала 107 млн доларів США.
Основне обладнання складається із трьох газових турбін, що встановлені на роботі у відкритому циклі – одну ввели в експлуатацію у 2001 році, а ще дві у 2002-му. Турбіни постачила італійська компанія Nuovo Pignone, яка належить американському концерну General Electric. 
У 2015 році ТЕС підсилили ще однією газовою турбіною виробництва General Electric потужністю 135 МВт.
Як паливо станція використовує газ, який отримують під час підготовки продукції Хассі-Беркіне.